# Hrvatski obrazovni sustav u Bosni i Hercegovini
Hrvatski obrazovni sustav u Bosni i Hercegovini obuhvaća: predškolsko obrazovanje, devetogodišnje osnovno obrazovanje koje je obvezno i besplatno za svu djecu od šeste do petnaeste godine, srednje obrazovanje koje je opcionalno i visoko obrazovanje. Jedno od najznačajnijih područja u životu hrvatskog naroda u Bosni i Hercegovini je obrazovanje, to je ugrađeno u svijest naroda, uključujući pojedinačnu i kolektivnu.

## Povijest
Nositelji pismenosti, kao i cjelokupnog duhovnog života hrvatskog stanovništva u Bosni i Hercegovini, bili su franjevci. O pismenosti Hrvata u BiH sačuvano je više dokumenata, ali o prvim školama su nesigurni izvori. U jednom pismu iz 1685. godine stoji kako "u Bosni ima više žena i čobana koji znaju čitati i pisati, nego što će se jedva naći u Zadarskoj nadbiskupiji", pa bi se moglo zaključiti da je pismenost išla nešto šire od samostana i župa, iako je najranije opismenjavanje bilo namijenjeno kleru i potrebama Katoličke crkve. 
Ognjišta najranije pismenosti bili su samostani, među kojima su se posebno isticali Kreševo, Fojnica, Kraljeva Sutjeska i Tolisa, a kasnije i samostani u Hercegovini (Humac i Široki Brijeg). Najstarije samostanske škole spominju se vrlo rano, 1655. godine navodi se da postoje škole u samostanima u Kreševu, Rami, Fojnici, Modriči, Srebrenici, Tuzli i Visokom. Ne zna se je li bilo i koliko djece u ovim školama koja se nisu pripremala za svećenički poziv. Međutim, i bez obzira na to tko su sve bili učenici u samostanskim školama, te škole su predstavljale izvor tadašnje pismenosti među bosanskohercegovačkim Hrvatima.
Za hrvatsko osnovno školstvo u Bosni i Hercegovini za vrijeme Turaka, najviše zasluge pripadaju Ivanu Franji Jukiću i Grgi Martiću, koji su škole osnivali, pomagali i u njima predavali. Franjevci su bili učitelji i pisci udžbenika. Od udžbenika treba spomenuti "Početak slovstva" biskupa Augustina Miletića i "Bukvar s napomenkom članaka nauka vjere za katoličku mladež u Bosni" Stjepana Marjanovića, jednog od reformatora katoličkih osnovnih škola. U prvoj hrvatskoj tiskari u Mostaru tiskan je veći broj udžbenika za katoličke osnovne škole u Hercegovini. Škole su se uzdržavale od priloga vjernika. Od druge polovice 19. stoljeća osnivaju se i posebni školski fondovi (Sarajevo, Livno). Ivan Franjo Jukić se neko vrijeme zalagao da se formiraju zajednički fondovi za uzdržavanje tadašnjih katoličkih i pravoslavnih škola, ali nije došlo do ostvarivanja ove ideje.
Organiziraniji oblici osnovnog školovanja, s posebnim prostorijama, utvrđenom školskom godinom, stabilnijim nastavnim programom i udžbenicima javljaju se kod Hrvata Bosne i Hercegovine u 19. stoljeću. Austro-Ugarska je zatekla u Bosni i Hercegovini 54 katoličke škole s 56 učitelja i 2.295 učenika. Među najstarije škole spadaju katolička škola u Livnu (1820.) i u Tolisi (1823.), u Mostaru (1852.), u Mrkonjić Gradu (1850.).
Od 1872. godine osnivaju osnovne škole u više mjesta u BiH i školske sestre franjevke Krista Kralja. Njihove su škole bile dobro stručno organizirane. Nasuprot franjevačkim, koje nisu imale ustaljene nastavne planove i programe, škole časnih sestara su radile prema nastavnim planovima i programima tadašnjih škola u Hrvatskoj, odkud se i nabavljaju udžbenici. Također, dok je za najveći dio broj franjevaca školski rad bio sporedan, časnim sestrama to je bilo glavno zanimanje i imale su završenu učiteljsku školu u Hrvatskoj. Njihova je nastava vođenda metodski i stručno, pa su hrvatske katoličke osnovne škole u Bosni i Hercegovini pri kraju turskog i početkom austrougarskog perioda u organizacijskom i nastavnom pogledu bile na nivou tadašnjeg osnovnog školstva u naprednijim krajevima.
Neke škole koje su ranije držali franjevci održale su se do 1883. godine, ali kasnije ih nestaje. Naprotiv, broja škola koje su držale školske sestre franjevke Krista Kralja je u porastu. Tih škola bilo je u školskoj godini 1912./13. u Sarajevu (4), Tuzli (2), Banjoj Luci i okolici (6), Bosanskoj Gradišci (4), Travniku (2), Zenici (2), Derventi, Bihaću, Bugojnu, Jajcu, Brčkom, Žepču, Tomislavgradu i Mostaru.
Obrazovni sustav prije rata u Bosni i Hercegovini je dominantno bio orijentiran prema mješavini nacionalnih kultura uz potiskivanje hrvatskog indentiteta ili na štetu hrvatskih interesa. To se ostvarivalo na različite načine: udžbenicima, koji nisu uvažavali standarde hrvatskog jezičnog izraza u svim predmetima osnovnog i srednjeg obrazovanja te dovođenjem učitelja, nastavnika i profesora iz drugih područja bivše Jugoslavije na područja s većinskim hrvatskim stanovištvom, posebno do sredine 60-ih godina prošlog stoljeća, koji su imali zadaću da mlade naraštaje odgajaju odnarodnjavanju i usade im otklon od kulturnog i jezičnog izraza naroda kojem pripadaju. 
Osnivanjem Hrvatske zajednice Herceg-Bosne početkom rata u Bosni i Hercegovini, a kasnije Hrvatske Republike Herceg-Bosne, na područjima na kojima su Hrvati u većini organizira se nastava u osnovnim i srednjim školama po hrvatskim nastavnim planovima i programima, uz dominantno korištenje udžbenika iz Republike Hrvatske. Poslije se prišlo izradi udžbenika za hrvatske nastavne planove i programe u Bosni i Hercegovini koristeći stručnjake iz Hrvatske i iz Bosne i Hercegovine na zajedničkim projektima. Kad se govori o hrvatskim nastavnim planovima i programima, to nisu nastavni planovi i programi Republike Hrvatske nego hrvatski nastavni planovi i programi u Bosni i Hercegovini, gdje korištenje iskustava i rješenja Republike Hrvatske nije isključeno. Učenicima drugih nacionalnosti omogućavao se odgoj i obrazovanje po nastavnim planovima i programima nacionalnostima kojima pripadaju. To se ostvarivalo različim organizacijskim oblicima, ovisno o broju učenika za koje se takva nastava organizirala. 
Na područjima koji nisu bili pod kontrolom Hrvatske Republike Herceg-Bosne učenicima hrvatske nacionalnosti nije omogućeno obrazovanje po hrvatskim nastavnim planovima i programima. U isto vrijeme Univerzitet Džemal Bijedić u Mostaru postaje Sveučilište u Mostaru sa službenim hrvatskim jezikom i do sada je jedino takvo sveučilište u Bosni i Hercegovini. Daytonskim sporazumom obrazovanje, od predškolskog do visokog, prelazi u nadležnosti Republike Srpske u Republici Srpskoj a u Federaciji Bosne i Hercegovine prelazi isključivo na županije. Takvim rješenjem u Federaciji Bosne i Hercegovine formalno je omogućeno nastavak nastave u osnovim i srednjim školama u tri županije s većinskim hrvatskim stanovništvom (Zapadnohercegovačka, Hercegbosanska i Posavska županija) i dvije županije s većinskim mješovitim hrvatsko-bošnjačkim stanovništvom (Hercegovačko-neretvanska županija i Županija Središnja Bosna). Županije u Federaciji BiH stoga imaju potpune ustavne i zakonske ovlasti na području obrazovanja i školstva, kao i općine, u skladu sa Zakonom o lokalnoj samoupravi, čije većinsko stanovništvo po nacionalnoj strukturi nema nacionalnu većinu u županiji (npr. općine Žepče i Usora). 
Fenomen "dvije škole pod jednim krovom" nastao je kao posljedica rata u Bosni i Hercegovini. Posebice je izražen u sredinama s mješovitim stanovništvom, prije svega hrvatskim i bošnjačkim gdje postoji 56 takvih škola. Tzv. "dvije škole pod jednim krovom" je zapravo bilo integracija škola s različitim nastavnim planovima i programima s istom upravom, a različitim prostorima održavanje nastave, ali i različim ulazima i dvorištem. Vrši se veoma snažan pritisak međunarodnih čimbenika, politički pomognut strankama bošnjačkog naroda, da se isključe hrvatski nastavni planovi i programi proglašavajući da je takav oblik odgoja i obrazovanja u "dvjema školama pod jednim krovom" apartheid, nacionalistička politika u obrazovanju i nacionalna segregacija. Međunarodni čimbenici u Bosni i Hercegovini kao i bošnjački narod željeli su pretvoriti škole s mješovitim nastavnim planovima i programima u integralne škole s jednim nastavnim planom i programom. Tome su se Hrvati usprotivili jer po njima taj bi obrazovni sustav u Federaciji Bosne i Hercegovine bio potpuno ili dominantno bošnjački. 
U područjima Bosne i Hercegovine s većinskim bošnjačkim i srpskim stanovištvom, u kojima su Hrvati povijesno ukorijenjeni postoje katolički školski centri koji izvode nastavu po vlastitom nastavnom planu i programu koji je izrađen i prihvaćen na seminaru djelatnika katoličkih školskih centara u Neumu 1997. godine te koji je sličan hrvatskom nastavnom planu i programu. Takvi katolički školski centri postoje u gradovima: Sarajevu, Zenici, Tuzli, Travniku, Banjoj Luci, Bihaću i Žepču. Katolički školski centri se većinom sastoje od osnovne škole, a ponekad i tehničko-obrtničke škole. Franjevačka provincija Bosna Srebrena ima tri vlastite odgojno-obrazovne ustanove: Franjevačku klasičnu gimnaziju u Visokom, Franjevački novicijat na Gorici kod Livna i Franjevačku teologiju, visokoškolsku ustanovu u Sarajevu.
Bosna i Hercegovina je potpisala Bolonjsku deklaraciju 18. rujna 2003. godine obvezujući se s time na prilagodbu visokog školstva Bolonjskom procesu do 2010. godine što se i dogodilo par godina nakon potpisivanja Bolonjske deklaracije. Bolonjski proces je pojam koji se odnosi na političku namjenu stvaranja jedinstvenog visokoobrazovnog tijela do kraja 2010. godine u svim državama koje su pristupile potpisivanju Bolonjske deklaracije.
U županijama Federacije Bosne i Hercegovine mogu postojati međusobno usklađeni ("kompatibilni") obrazovni sustavi, standardi, nastavni plan i program na hrvatskom, bošnjačkom i srpskom jeziku, kao i na jezicima nacionalnih manjina, koji poštuju nacionalnu jednakopravnost te jezičnu, tradicijsku, kulturnu i obrazovnu posebnost. Nastavni plan i program na hrvatskom jeziku za devetogodišnje osnovne škole u Bosni i Hercegovini utemeljen je na Ustavu i zakonima BiH o jednakopravnosti triju konstitutivnih naroda i pravima nacionalnih manjina. Utemeljen je također na federalnom Ustavu i županijskom školskom zakonodavstvu. Njime se samo ostvaruju i promoviraju prava pripadnika hrvatskoga naroda da ima obrazovanje, planove, programe i udžbenike na svome hrvatskom jeziku.
Nastavni plan i program na hrvatskom jeziku u svim vidovima i u cjelini programa promiče jezik, tradiciju, kulturu i duhovnost hrvatskoga naroda u Bosni i Hercegovini, te se ne može reducirati na programske sadržaje bilo kojega predmeta. Kad je, pak, riječ o prirodoslovnim predmetima kao što je matematika, fizika i dr. i oni imaju nacionalno-kulturnu odrednicu. Naime, u hrvatskom narodu postoje znanstvene, povijesne i kulturne činjenice te znamenite osobe koje pripadaju znanstvenoj i kulturnoj baštini hrvatskoga naroda i samim time pripadnim nastavnim predmetima u školi (R. Bošković, F. Vrančić, A. Mohorovičić, M. Getaldić, Penkala, Prelog ...). Sve to ima svoje mjesto u programima i udžbenicima na hrvatskom jeziku. Ti su sadržaji dio nacionalne baštine koja je važna hrvatskom narodu i njegovoj kulturi, te ne mora biti važna drugim narodima na užem ili širem europskom prostoru.
Nastavni plan i program na hrvatskom jeziku za devetogodišnje osnovne škole u Bosni i Hercegovini priredila su ministarstva prosvjete, znanosti, kulture i športa Hercegovačko-neretvanske, Srednjobosanske, Zapadnohercegovačke, Hercegbosanske i Posavske županije te je isti prihvaćen u svim navedenim županijama.

## Obrazovni sustav

### Predškolsko obrazovanje
Obrazovanje u ranoj dječjoj dobi je organizirano u vrtićima koji nisu obvezni. Djeca mogu početi pohađati vrtiće od 1. godine. Vrtićima većinom upravljaju jedinice lokalne samouprave - općine, ali postoje i privatni vrtići. Dosta vrtića je spojeno s osnovnim školama (nastava se održava u istim zgradama).

### Osnovno obrazovanje
Osnovna škola u Bosni i Hercegovini traje 9 godina i obavezna je. Školovanje počinje za djecu u 6-oj godini.
Razredi se djele na 2 djela:
- Od 1. do 5., kada jedan učitelj predaje jednom razredu, s predmetima poput hrvatskog jezika, matematike, likovne kulture, prirode i društva i barem jednim stranim jezikom (obično je engleski jezik obavezan u 5. razredu)
- Od 6. do 9., kada više nastavnika predaje različite predmete, s dodanim predmetima poput povijesti, zemljopisa, biologije, kemije, fizike u dodatku s engleskim, a ponekad i drugim stranim jezikom (obično njemački ili francuski).

Otkada je osnovna škola postala obavezna za doba SFRJ, postotak nepismenosti u Bosni i Hercegovini se smanjio. Većina djece uspjeva završiti osnovnu školu. Razred u kojem djeca po prvi puta uče strani jezik varira od škole do škole i također ovisi o dostupnosti profesora za jezik kojeg su djeci odabrali roditelji. Strani jezik (većinom engleski) je obavezan u 5. razredu. Najpopularniji strani jezici su engleski, njemački i francuski. Osobe koje su završile samo osnovnu školu su klasificirane kao NKV (nekvalificirani radnici) u uredu za zapošljavanje. Javne škole su pod nadzorom lokalne samouprave, gradova i općina. Županije u Federaciji BiH imaju potpune ustavne i zakonske ovlasti na području obrazovanja i školstva.

### Srednje obrazovanje
Srednjoškolsko obrazovanje je opcionalno. Srednje škole u Bosni i Hercegovini su podijeljene u:
- gimnazije:
  - prirodnoslovno-matematičke (specijalizirane u prirodnim znanostima, matematici i informatici)
  - jezične (u kojima su barem 3 strana jezika obavezna)
  - klasične (u kojima je nastava scentrirana oko znanja iz antičke povijesti, poimenice latinskog i grčkog jezika)
  - opće (koje pokrivaju opće znanje bez posebnih specifičnosti).
- strukovne škole:
  - tehničke
  - industrijske
  - obrtničke
- umjetničke škole.

Gimnazije i umjetničke škole te većina smjerova tehničkih, ekonomskih, industrijskih i obrtničkih škola traju 4 godine. Postoje također pojedini smjerovi tehničkih, ekonomskih, industrijskih i obrtničkih škola koji traju 3 godine (tzv. "zanati"). Srednje škole opskrbljuju učenike sa znanjem potrebnim za radnu okolinu u Bosni i Hercegovini. Osobe koje završe srednju školu su klasificirani kao srednja stručna sprema ili SSS. Javne srednje škole su pod nadzorom lokalne samouprave i županija u Federaciji Bosne i Hercegovine.

### Visoko obrazovanje
U Mostaru je smješteno Sveučilište u Mostaru, jedino hrvatsko sveučilište izvan Republike Hrvatske te jedino od 9 sveučilišta u Bosni i Hercegovini, koje svoju nastavu izvodi na službenom hrvatskom jeziku. Sveučilište u Mostaru ima dugu prošlost. Njegova je prethodnica franjevačka teologija, prva visoka škola u Mostaru i Hercegovini, utemeljena 1895. godine. Sredinom XX. stoljeća u Mostaru je osnovana Viša pedagoška škola, a potom i Visoka tehnička škola strojarske struke. On su bile zametci današnjega sveučilišta. Mostar je 1977. postao samostalno visokoučilišno središte s više fakulteta i viših škola odvajajući se od Univerziteta u Sarajevu i osnivajući Sveučilište "Džemal Bijedić". Usprkos značajnim razaranjima sveučilišnih objekata i općoj pogibelji za studente i nastavnike, Sveučilište nije prekidalo svoje aktivnosti tijekom čitavoga rata (1992. – 1995.). Sredinom devedesetih dolazi do otvaranja novih fakulteta i znanstveno-istraživačkih instituta.
Sveučilište se razvijalo i danas ima 10 fakulteta i Likovnu akademiju s ukupno više od 16.000 studenata i oko 1.000 profesora i suradnika. Veliku pomoć Sveučilištu u Mostaru pružaju sveučilišta iz Republike Hrvatske i Vlada Republike Hrvatske. Sveučilišta pružaju pomoć odobravanjem nastavnicima rad na Sveučilištu u Mostaru, a Vlada Republike Hrvatske snosi dio troškova takvog aranžmana. Osim toga, Vlada Republika Hrvatske je osigurala veoma veliku materijalnu pomoć za razvoj Sveučilišta u Mostaru što omogućava da Sveučilište u Mostaru postiže europske standarde i osposobi se za uspješno uključivanje u bolonjski proces.
Financiranje redovitih djelatnosti Sveučilišta u Mostaru osiguravaju tri županije s većinskim hrvatskim narodom i dvije županije s mještovitim upravljanjem. Tu postoje veliki problemi jer financiranje Sveučilišta u Mostaru ne spada u obvezne stavke proračuna u županijama nego se financira s grantovima, a oni su podložni ograničenjima i restrikcijama. Sveučilište kao javna institucija ne može funkcionirati bez novčanih sredstava i tu je najveća odgovornost hrvatskih političara u BiH.
Po bolonjskom procesu klasifikacija je sljedeća:
- prvostupnik (nakon 3 godine školovanja)
- magistar (nakon dodatne 2 godine školovanja, sveukupno 5 godina)
- doktor (nakon dodatnih 3 godina školovanja, sveukupno 8 godina)

## Druge obrazovne ustanove
U Bosni i Hercegovini postoji velik broj glazbenih škola (osnovnih i srednjih) i javnih škola za posebno obrazovanje (za osobe s poteškoćama u učenju) koje svoju nastavu izvode po hrvatskom nastavnom planu i programu.
U sklopu Sveučilišta u Mostaru djeluju sljedeći znanstvenoistraživački instituti: Ekonomski institut, Institut za građevinarstvo, Institut za hrvatski jezik književnost i povijest, Institut za latinitet, Institut za strojarstvo, Pravni institut, Institut za društvena istraživanja, Institut za istraživanje i razvoj na kršu. 
Hrvatski leksikografski institut BiH objavio je Hrvatsku enciklopediju Bosne i Hercegovine, koja je svojevrsni hrvatski pogled na Bosnu i Hercegovinu te prva opća i nacionalna (hrvatska) enciklopedija u BiH.
Zavod za školstvo u Mostaru vodi stručnu promociju predškolskoga, osnovnoga i srednjoškolskoga odgoja i obrazovanja hrvatskoga naroda u Bosni i Hercegovini. Zavod je u tome bitna ustanova i važna podrška županijskim ministarstvima obrazovanja. Zavod u cijelosti vodi stručne poslove u ostvarenju, razvijanju i promociji ukupna obrazovanja s posebnostima koje su vlastite Hrvatima Bosne i Hercegovine.

### HKD Napredak
Hrvatsko kulturno društvo Napredak je udruga bosanskohercegovačkih Hrvata. Osnovni cilj Napretka je očuvanje i jačanje hrvatske nacionalne svijesti u Bosni i Hercegovini. Taj cilj se nastoji ostvariti promicanjem hrvatskog jezika i kulture, poticanjem obrazovanja i suradnjom s vjerskim ustanovama. Zato Napredak organizira i potiče brojne kulturne manifestacije i stipendira talentirane studente. Unutar Napretka djeluju mnoge kulturne i sportske organizacije. Sjedište Napretka nalazi se u Sarajevu. Trenutačni predsjednik društva je dr. Nikola Čiča.
Dana 14. rujna 1902. u Mostaru, i nešto kasnije, 11. studenog 1902. godine u Sarajevu održana je utemeljiteljska sjednica "Hrvatskog društva za namještanje djece na zanate i u trgovinu". Društvo je osnovano kao "Hrvatsko potporno društvo za siromašne đake i naučnike". 10. rujna 1904. godine, sarajevsko društvo mijenja ime u "Napredak". 19. studenog 1905. godine, sarajevsko društvo u svoj program uvodi i pomaganje đaka, a naziv društvu je "Hrvatsko društvo Napredak za potpomaganje naučnika i đaka Hrvata - katolika". 9. lipnja 1907. godine, mostarsko i sarajevsko društvo su se ujedinili. Sjedište HKD Napredka je bilo u Sarajevu, gdje je ova ustanova izgradila impresivnu "Napredkovu" palaču 1923. godine. Napredak je nastavilo s radom sve do 1949. godine, kada su ga raspustile protuhrvatski nastrojene jugoslavenske vlasti. Napredkovo djelovanje nije odgovaralo tadašnjoj vlasti pa 1. travnja 1949. godine, dolazi do njegova ukidanja, pod izgovorom kako nema članstva i ne može se održati skupština, koja bi dala legalitet upravi. Obnoviteljska skupština održana je 29. rujna 1990. godine u Sarajevu. Usvojen je Statut kojim je definirano da je svrha obnovljenog Napretka: kulturno i prosvjetno djelovanje, ekonomsko jačanje i socijalno podizanje hrvatskog naroda.

## Srodni članci
- Hrvati Bosne i Hercegovine
- Kultura Hrvata Bosne i Hercegovine

## Unutarnje poveznice
| - Franjevačka provincija Bosna Srebrena - Hrvatska Republika Herceg-Bosna - Federacija Bosne i Hercegovine - Hercegovačko-neretvanska županija - Županija Središnja Bosna | - Zapadnohercegovačka županija - Hercegbosanska županija - Posavska županija - Sveučilište u Mostaru - HKD Napredak |

## Vanjske poveznice
- Udžbenici za hrvatski jezik i književnost u Bosni i Hercegovini, Šimun Musa, Marija Musa
- Golubova et al. "Divided education, divided citizens? A comparative study of civil enculturation in separate schools", Network of Education Policy Centers, April 2009.
- Sveučilište u Mostaru